# Вирбо (Бари)
Вирбо (итал. Virbo) је насеље у Италији у округу Бари, региону Апулија.
Према процени из 2011. у насељу је живело 252 становника. Насеље се налази на надморској висини од 241 м.